# James Ennis
James Alfred Ennis III (Ventura, California; 1 de julio de 1990) es un jugador de baloncesto estadounidense que pertenece a la plantilla del BC Samara de la VTB United League. Con 1,98 metros de estatura, juega en la posición de alero.

## Trayectoria deportiva

### Universidad
Ennis jugó su primera temporada como "freshman" en Oxnard College, una universidad comunitaria en Oxnard, California, y su segunda temporada como "sophomore" en Ventura College, una universidad comunitaria en Ventura, California. En 2011, se comprometió con Long Beach State, donde se convirtió en titular de dos años. En su tercera temporada como "júnior", Ennis promedió 10 puntos y 4,1 rebotes por partido y ayudó a liderar a los 49ers en la temporada regular de la Big West Conference y en títulos de conferencia. Recibió una mención honorable de la conferencia en el cierre de la temporada.
Con la salida del jugador del año de la conferencia Casper Ware, Ennis se convirtió en el líder de los 49ers en 2012-13. Respondió con un promedio de 16,5 puntos y 6,7 rebotes por partido y liderando a los 49ers a otra temporada regular de campeonato de la Big West. Al final de la temporada fue nombrado Jugador del Año de la Big West y mención honorable All-American por Associated Press.
Tras acabar su último año, Ennis fue elegido para disputar el "Reese's College All-Star Game", donde lideró el equipo este en anotación con 13 puntos, incluyendo un par de canastas que aseguraron el partido.

### Profesional

#### Draft de la NBA
Ennis fue seleccionado en el puesto número 50 de la segunda ronda del Draft de la NBA de 2013 por los Atlanta Hawks. Posteriormente sus derechos fueron traspasado a Miami Heat en la noche del draft. Se unió a los Heat en la NBA Summer League de 2013. Miami, según se informó, querían a Ennis para jugar con los Sioux Falls Skyforce de la NBA Development League, pero no pudieron firmarlo por el mínimo salarial de la NBA de 490.180 dólares debido a las restricciones del tope salarial. En consecuencia, lo más que Ennis habría ganado en la temporada 2013-14 en la D-League hubiera sido 25.000 dólares, por lo que tomó la decisión de jugar en el extranjero con el fin de mantener a su padre, a su madre con discapacidad y sus cinco hermanos.

#### Australia
El 10 de agosto de 2013, Ennis firmó con los Perth Wildcats para la temporada 2013-14 de la NBL. En el primer partido de la temporada, anotó 25 puntos, la máxima anotación para el debut de un jugador de los Wildcats. Más tarde, fue nombrado Jugador del Mes de octubre, después de liderar la liga en promedio de anotación con 24,0 puntos por partido y también fue uno de los mejores de la liga en rebotes con 6,8 por partido.
El 17 de febrero de 2014, Ennis fue acusado de intentar golpear al jugador de los Adelaide 36ers Mitch Creek durante una trifulca en la cancha después del partido dos días antes, que los Wildcats ganaran 85-61. Sin embargo, al día siguiente, se retiraron los cargos contra Ennis.
El 28 de marzo de 2014, jugó su primer partido de las finales contra los Wollongong Hawks. En poco menos de 32 minutos de acción, lideró el partido en anotación con 25 puntos, 14 de los cuales fueron en el tercer cuarto, para ayudar a los Wildcats a derrotar a los Hawks, 91-79.
El 2 de abril de 2014, Ennis fue nombrado en el Mejor Quinteto de la NBL de 2014. Para coronar una gran temporada de rookie, también finalizó tercero en la votación del MVP. El 13 de abril de 2014, Ennis y los Wildcats ganaron el campeonato de la NBL de 2014 con una victoria 93-59 en el tercer partido contra los Adelaide 36ers.
En 33 partidos, Ennis promedió 21,2 puntos, 7,1 rebotes y 2,1 asistencias por partido, mientras que promedió un 46,8% de tiros de campo.
El 27 de abril de 2014, fue galardonado con la medalla Gordon Ellis, después de ser nombrado MVP de los Wildcats de la temporada 2013-14.

#### Puerto Rico
El 14 de febrero de 2014, Ennis firmó con los Piratas de Quebradillas para la temporada de 2014 de la BSN. En junio de 2014, dejó a los Piratas después de 12 partidos para asistir a varios entrenamientos de la NBA.

#### NBA
En julio de 2014, Ennis volvió a unirse a los Miami Heat para la NBA Summer League de 2014. El 15 de julio de 2014, Ennis firmó con los Heat. El 29 de octubre de 2014, Ennis hizo su debut en la NBA contra los Washington Wizards, logrando 5 puntos y 2 rebotes en 14 minutos de acción. En su primer partido durante el último cuarto, Ennis protagonizó una volcada impresionante posterizando al jugador de los Wizards Rasual Butler, esta jugada fue la segunda de la noche en ESPN, ya que esa noche se había disputado el último partido de la Serie Mundial de béisbol de 2014 y tenía prioridad.
El 10 de noviembre de 2015 es traspasado, junto con Mario Chalmers a los Memphis Grizzlies, a cambio de Jarnell Stokes y Beno Udrih.
El 13 de julio de 2016 regresó a los Memphis Grizzlies al firmar un contrato por dos temporadas y 6 millones de dólares.
El 9 de febrero de 2018 los Grizzlies  lo traspasaron a los Detroit Pistons a cambio de Brice Johnson y una segunda ronda del draft de 2022.
El 13 de julio de 2018 firma un contrato de dos años y 3.4 millones de dólares con los Houston Rockets. En febrero de 2019, es traspasado a los Philadelphia 76ers.
El 2 de julio de 2019 regresa a los Philadelphia 76ers al firmar un contrato de dos temporadas y 4 millones de dólares.
El 6 de febrero de 2020 es traspasado a los Orlando Magic a cambio de una segunda ronda del draft de 2020. Renueva el 25 de noviembre de cara a la temporada 2020-21.
El 18 de diciembre de 2021, firma un contrato de 10 días con los Brooklyn Nets. Jugó dos partidos con los Nets antes de finalizar su contrato el 28 de diciembre. Fue fichado ese mismo día por Los Angeles Clippers con otro contrato de 10 días.
 En ese tiempo jugó dos encuentros con los Clippers. El 10 de enero de 2022, firma otro contrato de 10 días, esta vez con Denver Nuggets, con los que disputó 3 encuentros.

#### Israel
El 7 de marzo de 2022, firma por el Hapoel Haifa B.C. de la Ligat Winner.

#### Rusia
El 22 de agosto de 2022, firma con el BC Samara de la VTB United League.

## Estadísticas de su carrera en la NBA

### Temporada regular
| Año     | Equipo        | PJ  | PT  | MPP  | %TC  | %3P  | %TL   | RPP | APP | ROB | TPP | PPP  |
| ------- | ------------- | --- | --- | ---- | ---- | ---- | ----- | --- | --- | --- | --- | ---- |
| 2014-15 | Miami         | 62  | 3   | 17.0 | .409 | .326 | .840  | 2.8 | .8  | .4  | .3  | 5.0  |
| 2015-16 | Miami         | 3   | 0   | 2.3  | .000 | .000 | .000  | .0  | .3  | .0  | .0  | .0   |
| 2015-16 | Memphis       | 10  | 0   | 4.0  | .308 | .250 | .600  | .7  | .2  | .4  | .2  | 1.6  |
| 2015-16 | New Orleans   | 9   | 5   | 31.3 | .500 | .480 | .792  | 3.9 | 2.0 | 1.3 | .3  | 15.9 |
| 2016-17 | Memphis       | 64  | 28  | 23.5 | .455 | .372 | .782  | 4.0 | 1.0 | .7  | .3  | 6.7  |
| 2017-18 | Memphis       | 45  | 14  | 23.4 | .486 | .357 | .877  | 3.5 | 1.1 | .7  | .3  | 6.9  |
| 2017-18 | Detroit       | 27  | 8   | 20.4 | .457 | .304 | .767  | 2.5 | .8  | .6  | .2  | 7.5  |
| 2018-19 | Houston       | 40  | 25  | 23.7 | .493 | .367 | .724  | 2.9 | .7  | 1.0 | .4  | 7.4  |
| 2018-19 | Philadelphia  | 18  | 2   | 15.6 | .410 | .306 | .696  | 3.6 | .8  | .2  | .4  | 5.3  |
| 2019-20 | Philadelphia  | 49  | 0   | 15.8 | .442 | .349 | .787  | 3.1 | .8  | .5  | .3  | 5.8  |
| 2019-20 | Orlando       | 20  | 18  | 24.5 | .451 | .286 | .838  | 4.8 | 1.1 | .6  | .4  | 8.5  |
| 2020-21 | Orlando       | 41  | 37  | 24.0 | .473 | .433 | .805  | 4.0 | 1.5 | .8  | .2  | 8.4  |
| 2021-22 | Brooklyn      | 2   | 0   | 7.0  | .286 | .500 | –     | 2.5 | .0  | .5  | .5  | 2.5  |
| 2021-22 | L.A. Clippers | 2   | 0   | 14.0 | .636 | .500 | 1.000 | 2.5 | .0  | .5  | .5  | 10.0 |
| 2021-22 | Denver        | 3   | 0   | 4.7  | .333 | .000 | .000  | .7  | 1.0 | .0  | .0  | 1.3  |
| Total   | Total         | 395 | 140 | 20.3 | .457 | .360 | .797  | 3.3 | .9  | .6  | .3  | 6.7  |

### Playoffs
| Año   | Equipo       | PJ | PT | MPP  | %TC  | %3P  | %TL  | RPP | APP | ROB | TPP | PPP |
| ----- | ------------ | -- | -- | ---- | ---- | ---- | ---- | --- | --- | --- | --- | --- |
| 2017  | Memphis      | 6  | 4  | 26.5 | .421 | .316 | .857 | 4.2 | 1.2 | .8  | .3  | 8.3 |
| 2019  | Philadelphia | 11 | 0  | 21.1 | .484 | .281 | .632 | 3.8 | 1.1 | .4  | .3  | 7.5 |
| 2020  | Orlando      | 5  | 5  | 23.8 | .343 | .250 | .778 | 5.8 | 1.2 | 1.0 | .4  | 7.0 |
| Total | Total        | 22 | 9  | 23.2 | .431 | .284 | .738 | 4.4 | 1.1 | .6  | .3  | 7.6 |